# برشاون جکسون
برشاون جکسون (انگلیسی: Bershawn Jackson؛ زادهٔ ۸ مهٔ ۱۹۸۳) دونده دو با مانع اهل ایالات متحده آمریکا است.